# Kakkanad

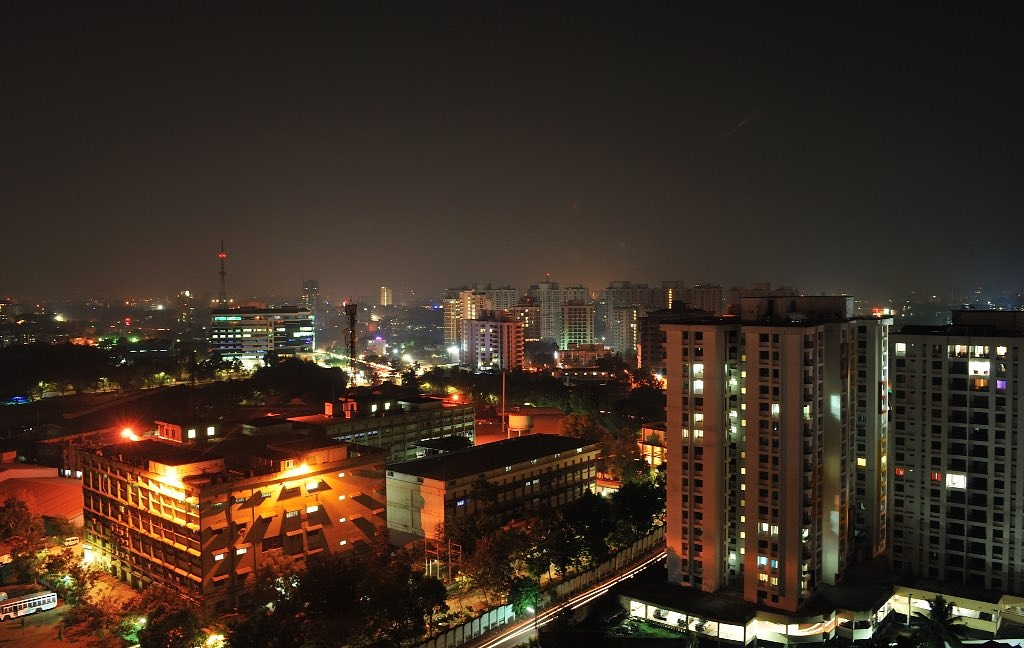
Kakkanad bei Nacht

Kakkanad (Malayalam കാക്കനാട്) (alt: Karkanad-Thrikkakara) ist ein Stadtteil der Stadt Kochi in Kerala, Indien.

## Geographie
Kakkanad befindet sich im östlichen Teil der Stadt und beherbergt die Sonderwirtschaftszone Cochin, den Infopark, Smart City und den Industriepark KINFRA Export Promotion. Es ist auch der Verwaltungssitz des Distrikts Ernakulam (zu dem auch die Stadt Kochi gehört).
In der demokratischen lokalen Regierung ist Kakkanad Teil der Gemeinde Thrikkakara. Der Distrikt Panchayat Office befindet sich in Kakkanad. Hier befindet sich auch die Sammlung des Distrikts Ernakulam.
Kakkanad liegt in der Nähe von Thrikkakara, der Hauptstadt des mythischen Königs Mahabali.

## Geschichte
In Vers 273 von Naṉṉūl, einem Buch über tamilische Grammatik aus dem 13. Jahrhundert, rezitiert Sankara Namasivayar ein Venpa, das die zwölf Bezirke von Tamil Nadu beschreibt, in denen Koduntamil gesprochen wird, als Thenpandi Nadu, Kutta Nadu, Kuda Nadu, Karka Nadu, Venadu, Poozhi Nadu, Pandri Nadu, Aruva Nadu, Aruva Vadathalai, Seetha Nadu, Malai Nadu und Punal Nadu. „Karka Nadu“ soll ein Hinweis auf Kakkanad sein.

## Infrastruktur
In Kakkanad befindet sich ein Teil der industriellen Basis von Kochi. Hier befindet sich die Sonderwirtschaftszone Cochin (CSEZ). Carborundum Universal Ltd hat eine Einheit in der Nähe der Technopole.
Als IT-Hauptstadt von Kerala beherbergt Kakkanad die größte IT-Gemeinde in Indien, die Smart City, den zweitgrößten IT-Industriepark in Kerala, den Kochi InfoPark. In Kakkanad befindet sich auch eine Software Export Promotion Zone (SEPZ). Bei den in Kochi landenden internationalen Seekabeln sind die Knoten in Kakkanad installiert. Das CSEZ beherbergt die Cognizant Technology Solutions, Williamslea, WRENCH Solutions und Sutherland Global Solutions.
Kakkanad beherbergt die folgenden IT-Parks:
- Smart City
- Infopark
- Muthoot Technopolis
- Kinfra HiTech Park
- Parsvanath IT Park
- Transasiatischer Technologieturm
- HDIL Cyber City
- Electronics City, Kochi
- WTC – World Trade Center, Kochi

Die Kerala Books and Publications Society hat ihre Presse in Kakkanad. Die Druckmaschine ist die größte mehrfarbige Offsetdruckerei im Regierungssektor von Kerala.